# Замок лгунов
«За́мок лгуно́в» — советский рисованный мультипликационный фильм 1983 года, поставленный режиссёром Геннадием Сокольским по мотивам одноимённой сказки литовской писательницы Витауте Жилинскайте. Весь мультфильм озвучен актёром Евгением Стебловым.

## Сюжет
Мультфильм повествует о мальчике (в оригинальной сказке его зовут Динас), который всё время обманывал и в конце прибавлял: «Чесслово!». Не умывшись и не съев кашу на завтрак, он выбежал на двор погулять и, не послушавшись маму, ушёл со двора: выбежал в город. Там, убегая от собаки, он встретил странного человека, старомодно одетого Незнакомца, и в разговоре с ним по привычке соврал, что мама послала его в магазин за сахаром. На удивление, человек предложил подвезти беглеца к магазину. Тот согласился, и Незнакомец посадил его в безлошадную карету, которая едет сама по себе.
Далее события разворачиваются фантастически. Описав пару кругов по окрестностям, карета выезжает за город. Не выдержав, мальчик спрашивает Незнакомца, куда они едут, а тот отвечает, что «в магазин за сахаром», и прибавляет: «Чесслово!». Спустя время карета приезжает к шатру, который с лицевой стороны напоминает футуристический замок. Выйдя из кареты, мальчик признаётся, что обманул Незнакомца, но тот даже не удивляется: «И я обманул Вас. Добро пожаловать в королевский замок». Приведя мальчика в замок, Незнакомец говорит, что в его виде нельзя показываться Королю и со словами «Штаны порваны, рукав грязный!» срывает от брюк мальчика правую брючину, с рубашки — левый рукав, а на голову мальчика надевает красный колпак. Оказавшись на приёме у Короля и его свиты (бывших Королей — шумных озорников в такой же полуразорванной одежде и с такими же колпаками на головах), мальчик понимает, что попал в Замок Лгунов. Король (который зовётся Король Последний), его свита и Незнакомец встречают парня враньём: суют мороженое из мыла, приглашают сесть на резиновый диван, который лопается, как воздушный шар, называют висящие под потолком воздушные шарики хрустальной люстрой, говорят, что если перекувырнуться разочек, то можно оказаться дома — и всякий раз мальчик слышит так хорошо знакомое ему «Чесслово!».
Не желая навечно оставаться в замке, мальчик сбегает из него, затем останавливает машину и просит шофёра отвезти его домой. Шофёр с изумлением смотрит на странного мальчика и тот снова врёт, что это «форма такая в нашей школе». Шофёр, ничего не сказав, уезжает. Тут мальчик понимает, что обманывать нехорошо, срывает с головы колпак и останавливает следующего шофёра. Мультфильм завершается сценой, где главный герой уезжает обратно в город, чтобы вернуться домой, и слышатся слова рассказчика: «И вы знаете, с тех пор я никогда не вру. Чесслово!»

## Создатели
| авторы сценария:           | Анатолий Петров, Геннадий Сокольский                                                                            |
| кинорежиссёр               | Геннадий Сокольский                                                                                             |
| художник-постановщик       | Татьяна Сокольская                                                                                              |
| оператор                   | Михаил Друян |
| звукооператор              | Владимир Кутузов                                                                                                |
| художники-мультипликаторы: | Эльвира Маслова, Виолетта Колесникова, Александр Дорогов, Владимир Захаров, Дмитрий Куликов, Тенно-Пент Соостер |
| художники:                 | Татьяна Макарова, Татьяна Зворыкина, Елена Караваева, Ольга Новосёлова, Е. Семёнова                             |
| ассистент режиссёра        | Ирина Литовская                                                                                                 |
| монтажëр                   | Елена Белявская                                                                                                 |
| редактор                   | Татьяна Папорова                                                                                                |
| директор съëмочной группы  | Нинель Липницкая                                                                                                |
| текст от автора читает     | Евгений Стеблов                                                                                                 |

- В фильме использована музыка вокально-инструментальных ансамблей «Апельсин» и «Кукерпиллид».